# Jan Frodeno
Jan Frodeno (* 18. srpna 1981 Kolín nad Rýnem) je německý triatlonista, olympijský vítěz z roku 2008. Na Letních olympijských hrách 2012 skončil na šestém místě. Na mistrovství světa v Ironmanu byl třetí v roce 2014 a vyhrál v letech 2015 a 2016. Na mistrovství světa v závodě Ironman 70.3 byl druhý v roce 2014 a vyhrál v letech 2015, 2018 a 2019, kdy také vytvořil nový rekord v rámci mistrovství světa na Havaji. Jeho čas 7:27:53 z roku 2021 je světovým rekordem v dlouhém triatlonu.
V roce 2008 získal cenu Silbernes Lorbeerblatt, v roce 2015 Německý sportovec roku a v roce 2016 Laureus World Sport Awards v kategorii akčních sportů.
Jeho manželkou je australská triatlonistka Emma Snowsillová.